# Franziska Finckh
Franziska Finckh (* 1971 in Tübingen) ist eine deutsche Gambistin und Barockcellistin.

## Leben und Wirken
Franziska Finckh wuchs in Nürtingen auf und studierte Viola da Gamba bei Pere Ros an der Hochschule für Musik Karlsruhe. An der Schola Cantorum Basiliensis qualifizierte sie sich anschließend mit dem Solisten-Diplom. Zu ihren Lehrern zählten Paolo Pandolfo, Anthony Rooley und Christophe Coin. Meisterkurse besuchte sie bei Sarah Cunningham, Philippe Pierlot und Wieland Kuijken. Sie erhielt 1999 den Förderpreis für Viola da Gamba beim Wettbewerb für historische Streichinstrumente des Kulturkreises der deutschen Wirtschaft. Franziska Finckh war im Jahr 2003 Stipendiatin der Kunststiftung Baden-Württemberg.
Finckh spielt verschiedene Instrumente der Viola-da-Gamba-Familie – von der Diskantgambe bis zur siebensaitigen Bassgambe – sowie Barockcello. Als Solistin und Continuo-Spezialistin konzertiert sie im In- und Ausland. Die obligaten Gamben-Partien in der Matthäus-Passion und in der Johannes-Passion von Johann Sebastian Bach gehören ebenso zu ihrem Repertoire wie auch in Oratorien z. B. La Resurrezione von Georg Friedrich Händel bei den Händel-Festspielen Karlsruhe oder in Opern wie z. B. Phaeton von Jean-Baptiste Lully, Platée von Jean-Philippe Rameau, Dido and Aeneas und Fairy Queen von Henry Purcell und Ariodante von Georg Friedrich Händel.
Zusammenarbeit erfolgte mit den Sängern Emma Kirkby, Dorothee Mields, Miriam Feuersinger, Diana Haller; Franz Vitzthum, Cyril Auvity, Thomas Walker und Benjamin Appl. Instrumentale Partner an Cembalo oder Laute waren Wiebke Weidanz, Evelyn Laib, Martin Gester, Aline Zylberaych, Thomas Boysen, Andrea Baur und Johannes Vogt. Außerdem trat sie mit dem Ensemble für Alte Musik Gli Scarlattisti, La Cetra-Barockorchester von Jordi Savall und Atilio Cremonesi, dem Karlsruher Barockorchester, den Deutschen Händelsolisten unter Michael Hofstetter, dem Bach-Collegium Stuttgart unter Helmuth Rilling und Hansjörg Albrecht, dem Stiftsbarock Stuttgart unter der Leitung von Kay Johannsen, mit dem Saarländischen Staatsorchester unter der Leitung von Konrad Junghänel und Georg Petrou sowie mit dem Staatsorchester Stuttgart auf.
1990 gründeten Franziska Finckh, Susann Finckh-Bucher und der Lautinist Wolfgang Daiß das Trio Voccord als Ensemble für Alte Musik. Neben Kirchenkonzerten gestaltete das Trio Voccord 2003 bis 2014 regelmäßig die „Woche der Alten Musik“ im Kloster Stift zum Heiligengrabe (Brandenburg) mit Konzerten und Kursen.
Seit 2000 ist Franziska Finckh Mitglied im Gambenconsort Les Escapades, mit dem sie Konzerte im In- und Ausland sowie CD-Produktionen und Rundfunkaufnahmen macht. 2000 legte sie auch die Ersteinspielung von Elisabeth-Claude Jaquet de la Guerre Sonates pour violon et basse continue mit la beata olanda vor, bei der sie mit der Geigerin Claudia Hoffmann und der Cembalistin Elisabeth Geiger arbeitete.
Als Mitglied des Ensemble Arcimboldo führte Finckh mehrere szenische Projekte mit Alter und Neuer Musik durch, so Don Quichotte der Löwenritter und Der Meerestrompettist sowie 2015 Limits - Werke von Henry Purcell und John Cage für Gambenconsort und Polychord auf.
Bei der Inszenierung von Georg Friedrich Händels Oper Ariodante durch Jossi Wieler an der Staatsoper Stuttgart übernahm Franziska Finckh 2017 unter der Leitung des Dirigenten Giuliano Carella den Continuo-Part.
2019 wirkte sie unter der künstlerischen Leitung von Thomas Kügler (Traversflöte) im Konzert zum 250. Todestag von Fürst Wilhelm Heinrich von Nassau-Saarbrücken  Le Baroque Galant mit, das in Zusammenarbeit mit dem Kulturforum des Regionalverbandes Saarbrücken veranstaltet wurde.
2020 wählte SWR2 sie aus, sich am Projekt #zusammenspielen – freie Musiker*innen bei SWR2 zu beteiligen. Mit diesem Angebot reagierte der SWR auf die durch die Corona-Pandemie bedingte Situation freier Musikerinnen. Franziska Finckh nahm für dieses Projekt die in Tabulatur notierten Suiten für Viola da Gamba in A-Dur und D-Dur von Demachy im Hans-Rosbaud-Studio des SWR in Baden-Baden auf.
Im April 2020 spielte Finckh gemeinsam mit dem Bassbariton Hanno Müller-Brachmann und dem Organisten Christian-Markus Raiser die Arie Komm, süßes Kreuz von Johann Sebastian Bach anlässlich der von der Evangelischen Stadtkirche Karlsruhe aufgenommenen musikalischen Lesung Die Passion Jesu.
In der Stiftskirche (Tübingen) gestaltete Franziska Finckh die Motette am 14. Dezember 2020 mit der Aufführung französischer Gambenmusik.
Finckh ist als Gambenlehrerin tätig, gibt Kurse u. a. auf Burg Rothenfels und leitet am Conservatoire Strasbourg (Konservatorium Straßburg) sowie an der Académie Supérieure de Musique of Strasbourg (HEAR) eine Gambenklasse.
Ihre Eltern Susann Finckh-Bucher und Eckhard Finckh haben noch zwei weitere Kinder. Franziska Finckh lebt mit ihrem Mann, dem Cellisten Jörg Rieger, in Karlsruhe. Sie hat zwei Söhne.

## Rundfunkaufnahmen (Auswahl)
- Marin Marais: Le Labyrinthe für Viola da Gamba und Cembalo, aus: Pièces de violes IV-ième livre, Suite d’un goût étranger. Mitwirkende: Franziska Finckh (Viola da Gamba), Evelyn Laib (Cembaldo). (SWR, Aufnahme vom 14. Januar 2018)
- Englische Consort-Lieder von John Bennet, John Wilbye und William Byrd. Mitwirkende: Julian Finckh (Knabensopran) und Les Escapades (SWR, Aufnahme vom 21. Januar 2020 im Asamsaal Schloss Ettlingen)
- Demachy: Pieces de Violle Suite für Viola da Gamba A-Dur und Suite für Viola da Gamba D-Dur. Mitwirkende: Franziska Finckh (Viola da Gamba) (SWR, Aufnahme vom 19. Juni 2020 im Hans Rosbaud-Studiodes SWR in Baden-Baden)

## Diskografie (Auswahl)
Aufnahmen mit Franziska Finckh liegen bei den Labels Salto Records, Organum Classics, Carus Verlag, Christophorus vor, u. a.:
- Alte Weihnachtslieder. Mittelalter - Renaissance - Frühbarock, Susann Finckh-Bucher, Franziska Finckh, Wolfgang Daiß, MAS 378 (1997)
- Elisabeth-Claude Jaquet de la Guerre: „Sonates pour violon et basse continue mit la beata olanda“, Claudia Hoffmann (Violinel), Elisabeth Geiger  (Cembalo), Franziska Finckh (Viola da Gamba) (2000)
- O praise the lord. Psalms and Anthems von Georg Friedrich Händel, Gli Scarlattisti, Leitung: Jochen Arnold (2008)
- Johann Sebastian Bach: Die Motetten, Gli Scarlattisti, Leitung: Jochen Arnold (2009)
- Ich will in Friede fahren - Geistliche Musik, Les Escapades mit Franz Vitzthum, Christophorus (2009)
- Les Escapades du Roy - Liebe & Intrige am Hof zu Versailles, Les Escapades, Christophorus (2010)
- Volkslieder Vol. 1 - Exklusive Volksliedersammlung, Les Escapades, SWR Liederprojekt (Track 15 und 30), Carus (2010)
- Volkslieder Vol. 2 - Exklusive Volksliedersammlung, Les Escapades, SWR Liederprojekt (Track 11), Carus (2011)
- Weihnachtslieder Vol. 1, Les Escapades, SWR Liederprojekt  (Track 6 und 21), Carus  (2012)
- Fabulous London - Englische Musik für Gambenconsort von Jenkins, Mico, Simpson, Gibbons, Bassano, Byrd, Holborne, Ferrabosco, Hume, Anonymus, Bull, Locke, Les Escapades, Christophorus (2013)
- Alessandro Scarlatti Vespro della beata Vergine, Franziska Finckh (Gambe), Ulrike Klamp (Violone), Stephan Leuthold (Orgel), Thorsten Bleich (Laute), Spektral (2015)
- Dass sich wunder alle Welt - Lieder zum Advent, Les Escapades, mit Miriam Feuersinger und Daniel Schreiber, Christophorus (2015)
- Gloria sei Dir gesungen. Choralkonzerte von Michael Prätorius, Leitung: Jochen Arnold (2016)
- Flores españolas - Music for Viol Consort and Guitar, Les Escapades, mit Maria Ferré, Christophorus (2018)
- Johann Rosenmüller et al.: Habe deine Lust an dem Herren - Geistliche Konzerte, Les Escapades, mit Miriam Feuersinger, Christophorus (2018)